# Rosow (przystanek kolejowy)
Rosow – zlikwidowany przystanek kolejowy w miejscowości Rosow, części gminy Mescherin, w Niemczech, w kraju związkowym Brandenburgia, w powiecie Uckermark na liniach kolejowych Szczecin – Berlin i Szczecin Gumieńce – Tantow. Znajdował się pomiędzy stacją kolejową Tantow a przejściem granicznym Szczecin Gumieńce-Tantow, dlatego też posiadał oznaczenie Rosow (Gr) lub Rosow (Grenze). Do Polski jest stąd 4,03 km. 

## Historia
Przystanek osobowy jako stację kolejową (Bahnhof Rosow) otworzono 1 października 1894 r., a zamknięto 27 września 1980 r. 14 grudnia 2016 r. zburzono budynek dawnego dworca, który przez 36 lat stał pusty. Obecnie w pobliżu znajduje się przystanek autobusowy.